# Kōki Kotegawa
Kōki Kotegawa (jap. 小手川 宏基, Kotegawa Kōki; * 12. September 1989 in Ōita, Präfektur Ōita) ist ein japanischer Fußballspieler.

## Karriere
Kōki Kotegawa erlernte das Fußballspielen in der Jugendmannschaft von Ōita Trinita. Hier unterschrieb er  2008 auch seinen ersten Profivertrag. Der Verein aus Ōita, einer Hafenstadt in der Präfektur Ōita auf der japanischen Insel Kyūshū, spielte in der ersten japanischen Liga, der J1 League. In seinem ersten Jahr gewann er mit dem Club den J. League Cup. Im Endspiel gewann man gegen Shimizu S-Pulse mit 2:0. 2009 musste er mit Ōita den Weg in die Zweitklassigkeit antreten. Ende 2012 stieg der Club wieder in die erste Liga auf. Nach dem Aufstieg verließ er Ōita und schloss sich Giravanz Kitakyushu an. Mit dem Club aus Kitakyūshū, der Ende 2016 in die dritte Liga abstieg, spielte er 166-mal in der zweiten Liga. Nach dem Abstieg nahm ihn sein ehemaliger Verein Ōita Trinita wieder unter Vertrag. 2018 wurde er mit Ōita Vizemeister der zweiten Liga und stieg wieder in die erste Liga auf. Nach insgesamt 65 Spielen für Ōita wechselte er im Januar 2021 zum Zweitligisten Matsumoto Yamaga FC. Nach Ende der Saison 2021 belegte er mit dem Verein aus Matsumoto den letzten Tabellenplatz und musste in die dritte Liga absteigen. Für Matsumoto absolvierte er 20 Zweitligaspiele. Nach dem Abstieg verließ er den Verein und schloss sich im Januar 2022 dem Regionalligisten J-Lease FC an.

## Erfolge
Ōita Trinita
- Japanischer Ligapokalsieger: 2008

- Japanischer Zweitligavizemeister: 2018  ▲